# Colobins
Els colobins (Colobinae) són una subfamília de primats catarrins de la família Cercopithecidae que inclou 58 espècies distribuïdes en nou gèneres diferents.
La majoria de colobins són micos arborícoles de mida mitjana i viuen en zones intertropicals molt diverses. Són herbívors i tenen un període de gestació de sis o set mesos. El deslletament es produeix a l'edat d'un any i arriben a viure 3–6 anys en llibertat i fins a 20 en captivitat.
Amb alguna excepció, la majoria són arborícoles i tenen la cua llarga i els polzes atrofiats. A diferència dels cercopitecins (l'altra subfamília de la família Cercopithecidae), tenen les potes posteriors més llargues que les anteriors. Són essencialment folívors i una de les seves característiques més destacables és la presència d'un llarg estómac de diverses cambres, que serveix per processar les fulles amb bacteris simbiòtics.